# گورک سادات
گورک سادات، روستایی است از توابع بخش دلوار در شهرستان تنگستان استان بوشهر ایران.

## جمعیت
این روستا در دهستان دلوار قرار داشته و بر اساس سرشماری سال ۱۳۹۵ این روستا ۱۰۶۶ نفر جمعیت دارد. در سال ۱۳۸۵ جمعیت آن ۶۶۹ نفر بوده‌است.